# Baker Mayfield
Baker Reagan Mayfield (Austin, 14 aprile 1995) è un giocatore di football americano statunitense che milita nel ruolo di quarterback per i Tampa Bay Buccaneers della National Football League (NFL).
Nel 2017 ha vinto l'Heisman Trophy, il massimo riconoscimento individuale nel football universitario.

## Carriera universitaria

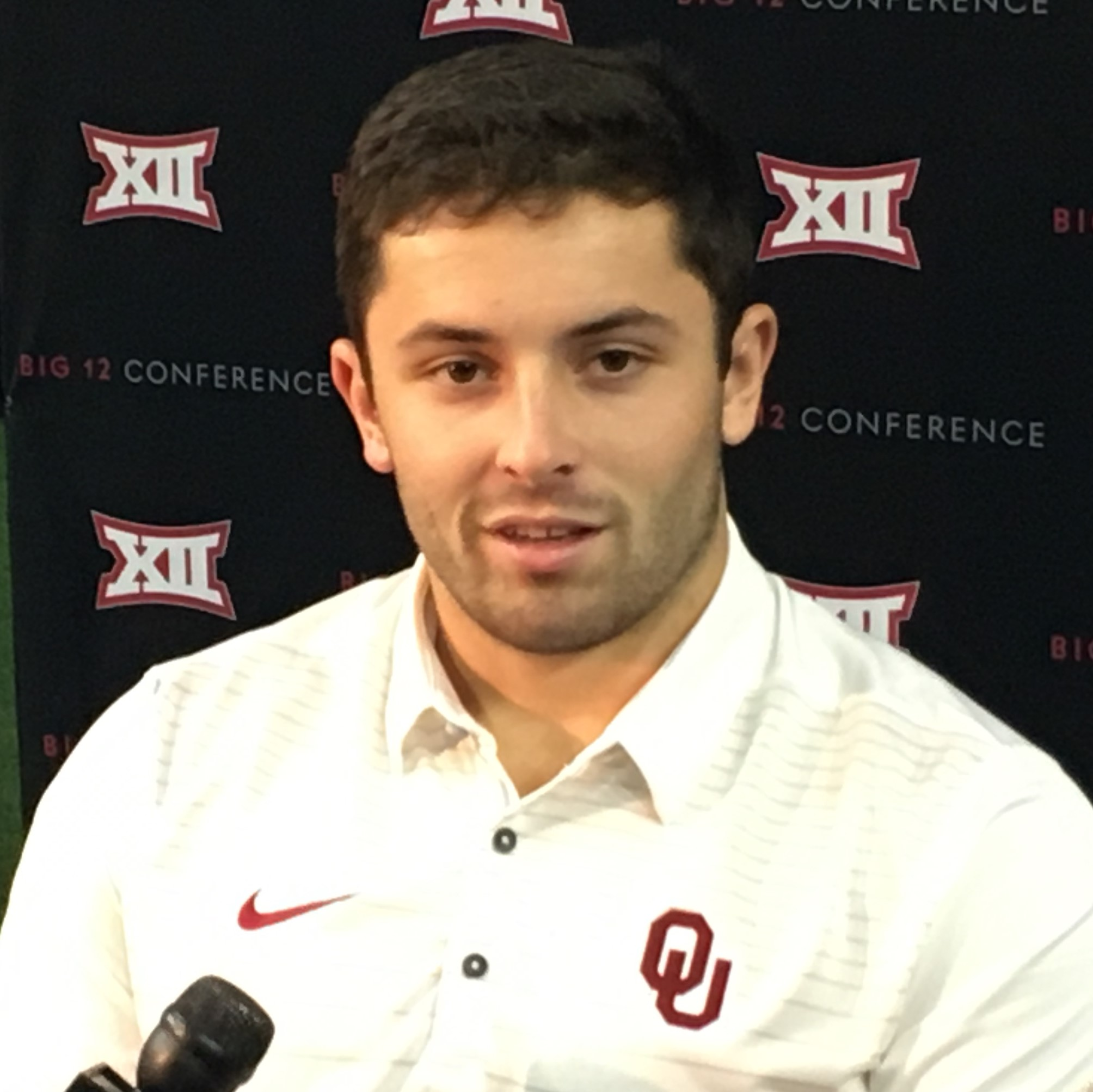
Mayfield al college nel 2017

La prima stagione nel college football Mayfield la disputò con i Texas Tech Red Raiders nel 2013. L'anno seguente passò all'Università dell'Oklahoma, dove non poté scendere in campo nella stagione 2014 per le regole sui trasferimenti. Nel 2015 passò 3.700 yard, 36 touchdown e 7 intercetti, finendo quarto nelle votazioni dell'Heisman Trophy e portando la squadra alle semifinali di playoff, perdendo contro Clemson. Nel 2016, Mayfield giunse terzo nelle votazioni per l'Heisman Trophy, portando i Sooners alla vittoria dello Sugar Bowl in cui passò 296 yard e 2 touchdown.
Il 4 novembre 2017, Mayfield passò un record in carriera di 598 yard nella vittoria per 62-52 sui rivali di Oklahoma State, con 5 touchdown passati. A fine stagione fu premiato come giocatore universitario dell'anno con il Walter Camp Award, il Maxwell Award e dall'Associated Press, come quarterback dell'anno con il Davey O'Brien Award e per la seconda volta come giocatore offensivo dell'anno della Big 12 Conference. Il 9 dicembre 2017 fu annunciato come il sesto vincitore dell'Heisman Trophy della storia di Oklahoma, conquistando il premio con la terza percentuale di voti di tutti i tempi.
Premi e riconoscimenti
- Heisman Trophy (2017)
- Maxwell Award (2017)
- Walter Camp Award (2017)
- Giocatore offensivo dell'anno della Big 12 Conference (2015, 2017)
- Davey O'Brien Award (2017)
- Manning Award (2017)

Statistiche al college
| Stagione | Stagione   | Stagione   | Stagione   | Stagione | Stagione |       | Passaggi | Passaggi | Passaggi | Passaggi | Passaggi | Passaggi | Passaggi | Passaggi |
| Anno     | Squadra    | Campionato | Conference | P        | PT       | Comp  | Ten      | %        | Yard     | Media    | TD       | Int      | RAT      |          |
| -------- | ---------- | ---------- | ---------- | -------- | -------- | ----- | -------- | -------- | -------- | -------- | -------- | -------- | -------- | -------- |
| 2013     | Texas Tech | FBS Div. I | Big-12     | 8        | 7        | 228   | 340      | 64,1     | 2.315    | 6,8      | 12       | 9        | 127,7    |          |
| 2015     | Oklahoma   | FBS Div. I | Big-12     | 13       | 13       | 269   | 395      | 68,1     | 3.700    | 9,4      | 36       | 7        | 173,3    |          |
| 2016     | Oklahoma   | FBS Div. I | Big-12     | 13       | 13       | 254   | 358      | 70,9     | 3.965    | 11,1     | 40       | 8        | 196,4    |          |
| 2017     | Oklahoma   | FBS Div. I | Big-12     | 12       | 12       | 285   | 404      | 70,5     | 4.627    | 11,5     | 43       | 6        | 198,6    |          |
| Totale   | Totale     | Totale     | Totale     | 47       | 45       | 1.026 | 1.497    | 68,5     | 14.607   | 9,8      | 131      | 30       | 175,4    |          |

Fonte: Football Database

## Carriera professionistica

### Cleveland Browns

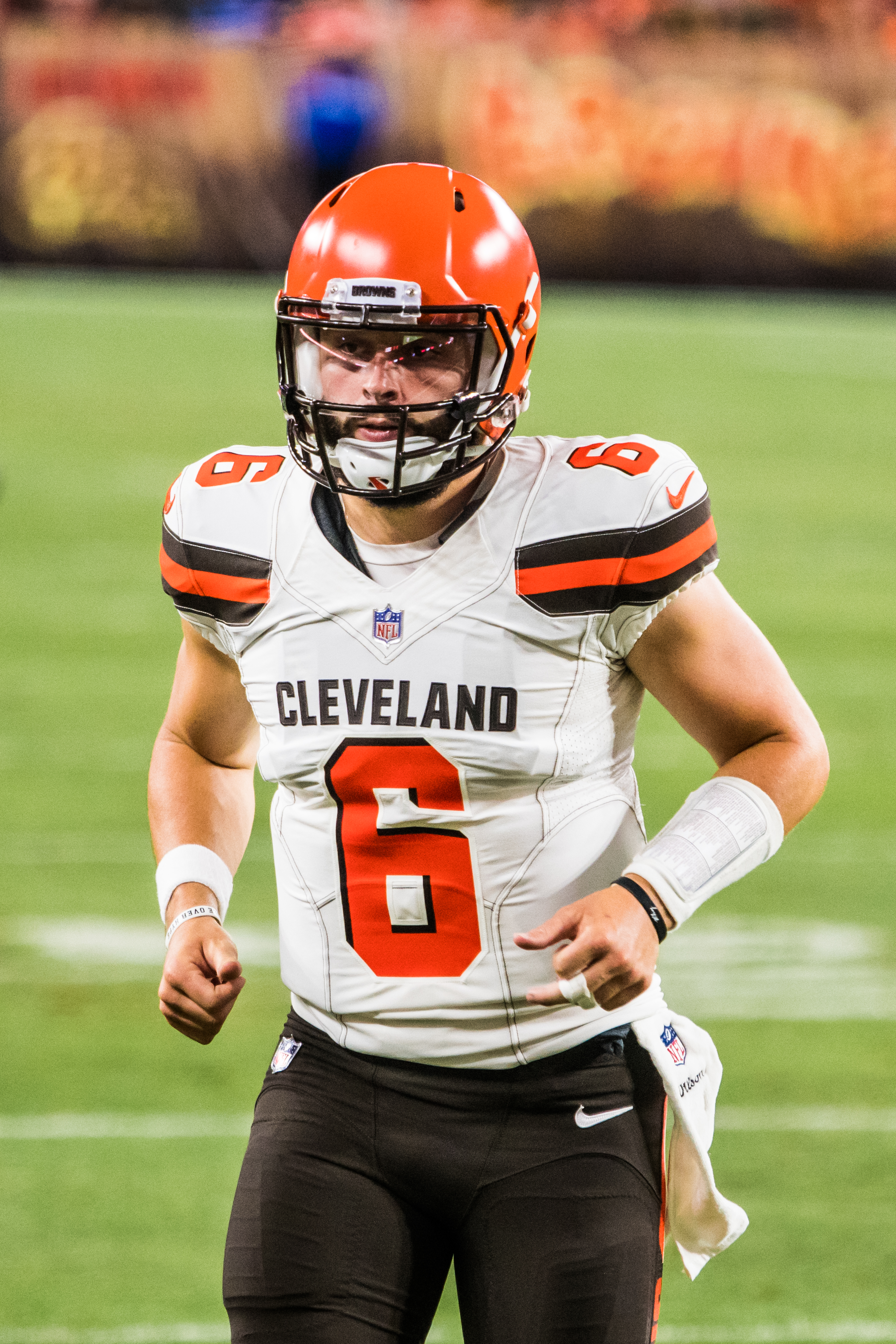
Mayfield nella pre-stagione 2018

#### Stagione 2018
Il 26 aprile 2018 Mayfield fu scelto come primo assoluto nel Draft NFL 2018 dai Cleveland Browns. Inizialmente i Browns puntarono sul veterano Tyrod Taylor come titolare a inizio stagione ma quando questi si infortunò nella gara del terzo turno contro i New York Jets, Mayfield subentrò nel finale del secondo quarto portando i Browns a segnare due touchdown e a vincere in rimonta per 21-17. Fu la prima vittoria della franchigia dopo 19 partite (18 sconfitte e un pareggio) e 635 giorni. Il suo debutto professionistico si concluse completando 17 passaggi su 23 per 201 yard e un passer rating di 100,1, venendo premiato come rookie della settimana. La settimana successiva disputò la sua prima gara come titolare, dove passò 2 touchdown e 2 intercetti, oltre a perdere 2 fumble, in una sconfitta ai tempi supplementari contro gli Oakland Raiders. La prima vittoria come partente giunse ai supplementari nel quinto turno contro i Baltimore Ravens.
Nel decimo turno Mayfield guidò i Browns ad interrompere una striscia di quattro sconfitte consecutive battendo gli Atlanta Falcons per 28-16 con 216 yard passate, 3 touchdown e nessun intercetto subito per un passer rating di 151,2, il migliore stagionale. Nel dodicesimo portò Cleveland alla quarta vittoria stagionale con un record di franchigia per un rookie di 4 passaggi da touchdown contro i Cincinnati Bengals rivali di division. Alla fine di novembre, dopo il licenziamento del capo-allenatore Hue Jackson e il cambio di coordinatore offensivo, fu premiato come rookie offensivo del mese in cui passò 9 touchdown a fronte di un solo intercetto, completando il 73,8% dei suoi passaggi. Dopo quella che fu la migliore prova stagionale, nel tredicesimo turno Mayfield disputò una delle peggiori gare subendo 3 intercetti nella sconfitta contro gli Houston Texans.
Nel penultimo turno Mayfield fu premiato come giocatore offensivo della AFC della settimana grazie alla vittoria sui Cincinnati Bengals per 26-18 in cui passò 284 yard e 3 touchdown. Sette giorni dopo superò il record NFL per un rookie condiviso da Peyton Manning e Russell Wilson con il 27º touchdown stagionale. La sua annata si chiuse con 3.725 yard passate e un passer rating di 93,7 mentre i Browns totalizzarono 7 vittorie, 8 sconfitte e un pareggio dopo le zero vittorie dell'anno precedente.

#### Stagione 2019

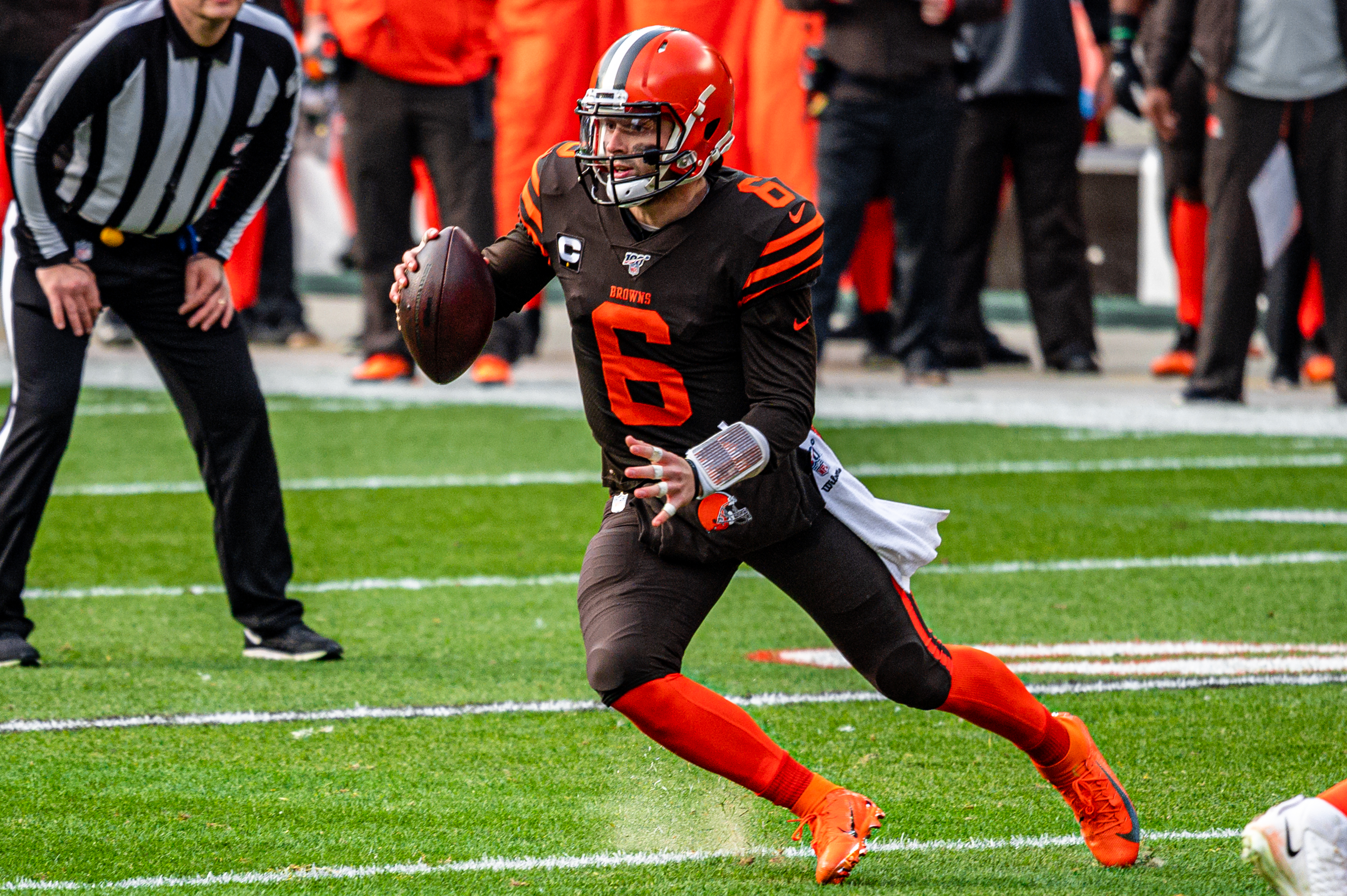
Baker Mayfield contro i Bengals nel 2019

Nel 2019, grazie a un'aggressiva campagna acquisti, i Browns erano considerati dagli analisti una squadra in ascesa e pronta per il ritorno ai playoff dopo diversi anni di assenza, invece le cose andarono diversamente. Nella settimana 1 Tennessee Titans, Mayfield lanciò 3 intercetti nel quarto periodo, uno dei quali ritornato in touchdown da Malcolm Butler, e i Browns furono sconfitti 13-43. Dopo la netta sconfitta, Mayfield affermò: "Penso che tutti dobbiamo essere più disciplinati. Penso che ognuno sappia qual è il problema. Vedremo se si tratta di cattiva tecnica o di qualcos'altro. Ci hanno rallentato penalità sciocche e penalità da parte mia." Durante il Monday Night Football contro i New York Jets della settimana successiva, Mayfield terminò con 325 yard passate, incluso un passaggio da 89 yard per il neoacquisto Odell Beckham nella vittoria per 23-3. Nella settimana 4 contro i Baltimore Ravens, Mayfield passò 342 yard, un touchdown e un intercetto nella vittoria per 40-25.
Contro l'aggressiva difesa dei San Francisco 49ers nel Monday Night Football, Mayfield faticò completando solamente 8 passaggi su 22 per 100 yard e 2 intercetti, con i Browns che furono battuti 31–3. Nella settimana 6 contro i Seattle Seahawks, Mayfield subì tre intercetti e segnò il primo TD su corsa in carriera nella sconfitta per 32–28.
Mayfield passò per la prima volta 2 touchdown in stagione nella settimana 10 contro i Buffalo Bills, incluso quello della vittoria per Rashard Higgins, con i Browns che interruppero una striscia di 4 sconfitte consecutive. Quattro giorni dopo contro gli Steelers e l'ex rivale della Big 12 Conference Mason Rudolph, Mayfield fece registrare la sua prima vittoria contro Pittsburgh con tre touchdown totali (2 passati e uno su corsa). La squadra tornò così in corsa per un posto nei playoff ma due sconfitte nelle successive quattro gare segnarono il suo destino. La stagione di Mayfield si chiuse con numeri in calo rispetto alla sua stagione da rookie, con 22 touchdown passati e il secondo peggiore risultato della NFL con 21 intercetti subiti.

#### Stagione 2020

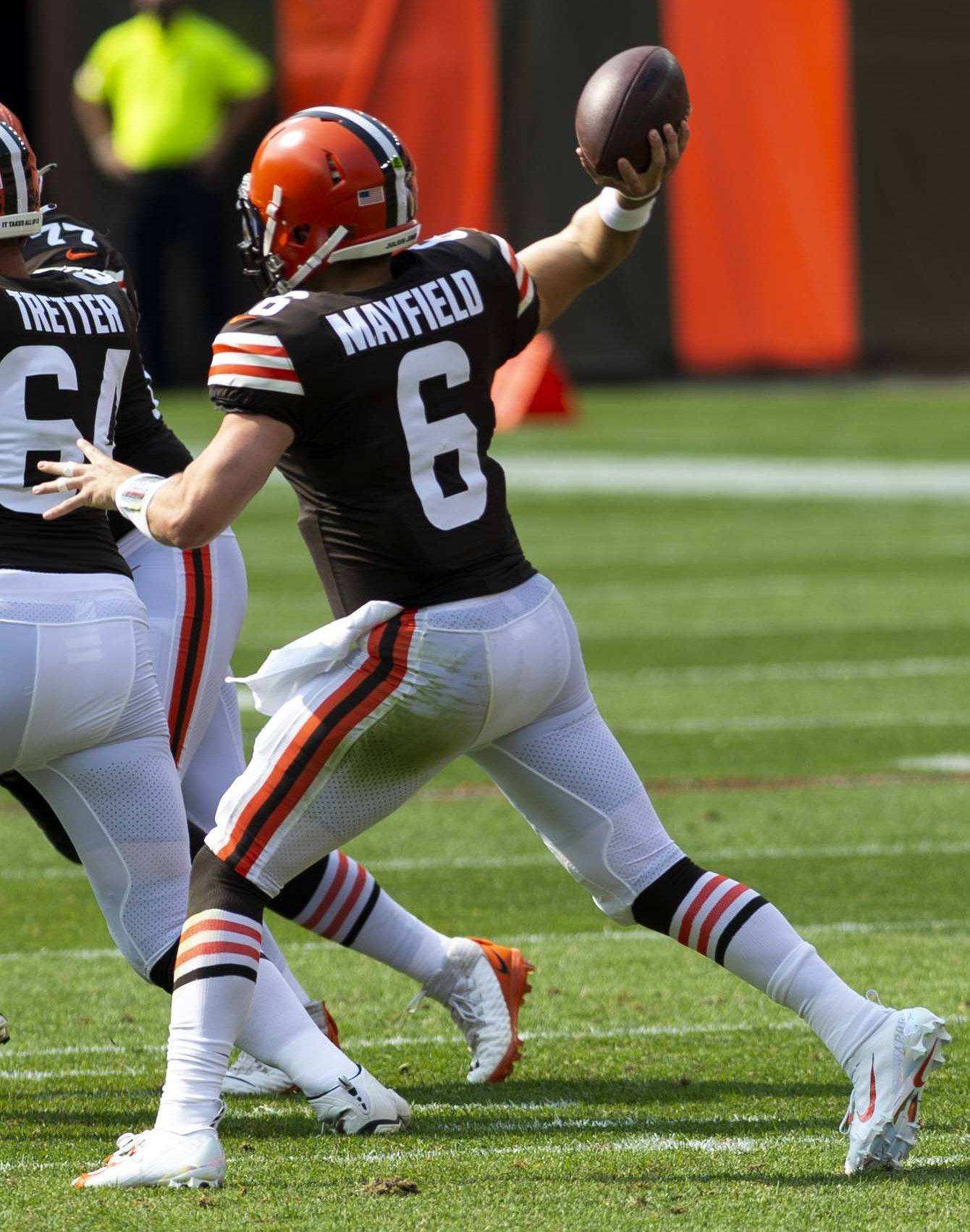
Mayfield nel 2020

Dopo una netta sconfitta contro i Ravens all'esordio, Mayfield e i Browns batterono i Bengals nella gara del giovedì notte in cui il quarterback passò 219 yard, 2 touchdown e un intercetto. Fu la prima di una striscia di quattro vittorie consecutive, prima della sconfitta contro Pittsburgh. La settimana seguente Mayfield ebbe una partenza lenta ma si rifece passando un nuovo primato personale di 5 touchdown contro i Bengals incluso quella vittoria al rookie Donovan Peoples-Jones a pochi secondi dal termine, venendo premiato come giocatore offensivo della AFC della settimana.
Dopo essere rimasto a secco di touchdown per tre gare consecutive, nel dodicesimo turno Mayfield ne passò due nella vittoria sui Jacksonville Jaguars. La settimana successiva divenne il primo quarterback della storia dei Browns a passare 4 touchdown nel primo tempo e con la vittoria sui Titans, la nona consecutiva, assicurò alla franchigia la prima stagione con un record positivo dal 2007. Per quella prestazione fu premiato come quarterback della settimana. La sua annata si chiuse con 3.563 yard passate, 26 touchdown e 8 intercetti, riportando i Browns ai playoff con un record di 11-5 per la prima volta dal 2002

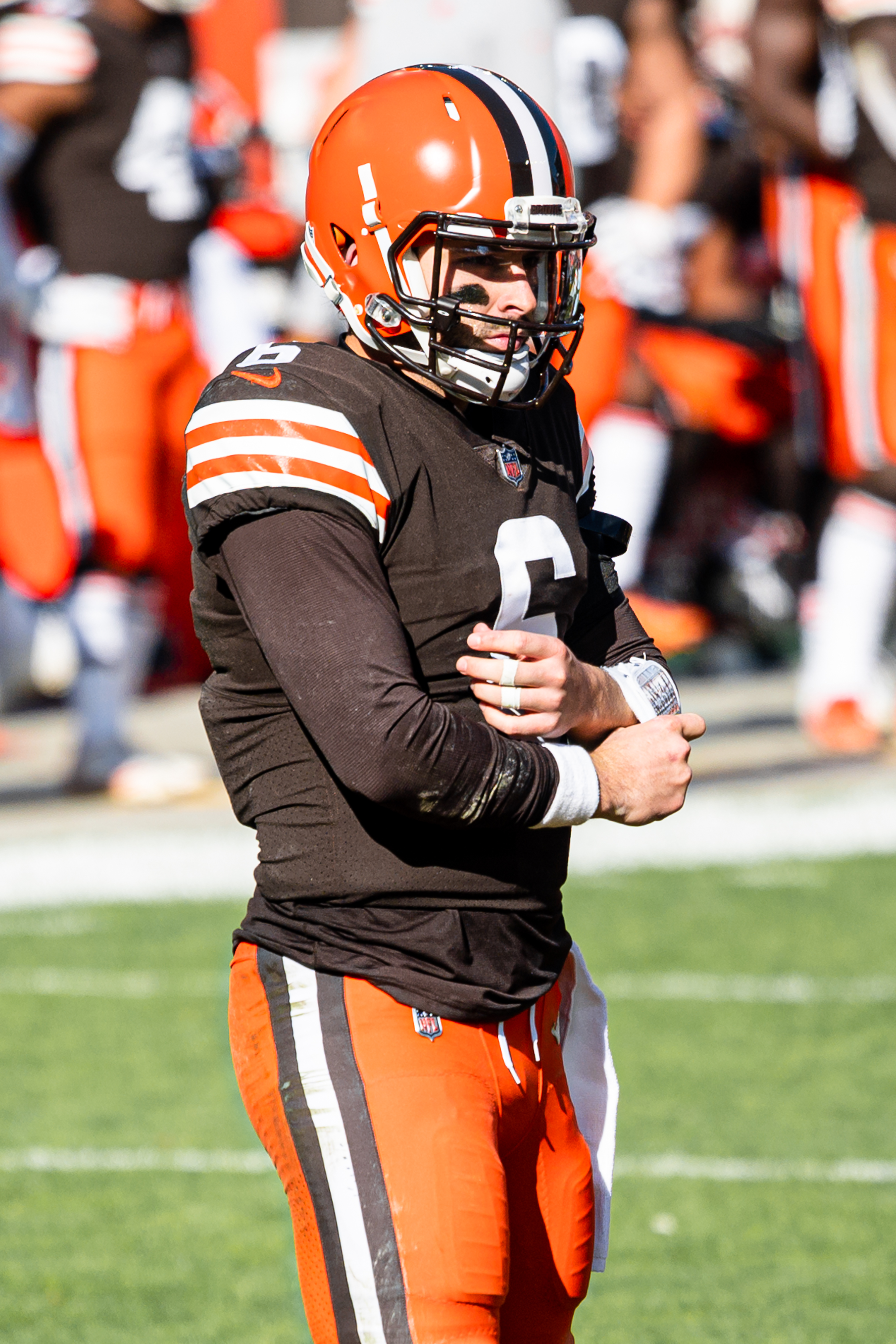
Mayfield nel 2021

Nel turno delle wild card contro i Pittsburgh Steelers, Mayfield passò 263 yard e 3 touchdown, guidando i Browns alla loro prima vittoria nei playoff dal 1994 e la prima in trasferta dal 1969. Furono eliminati la settimana successiva dai Chiefs numero 1 del tabellone in una gara in cui passò 204 yard, un touchdown e un intercetto.

#### Stagione 2021
I Browns esercitarono l'opzione per il quinto anno nel contratto di Mayfield il 23 aprile 2021, per un valore di 18,9 milioni di dollari garantiti. Il 7 ottobre fu rivelato che il quarterback stava giocando con un infortunio alla spalla, subito nella vittoria della settimana 2 contro gli Houston Texans. Mayfield continuò a giocare fino a che non lo riaggravò nella settimana 6 contro gli Arizona Cardinals. Per tale motivo dovette saltare la gara della settimana 7 contro i Denver Broncos, perdendo la sua prima partita da quando era divenuto titolare dei Browns nel 2018. La sua stagione si chiuse con 3.010 yard passate, 17 touchdown e 13 intercetti in 14 partite, mentre i Browns rimasero fuori dai playoff.

### Carolina Panthers

#### Stagione 2022
Dopo l'arrivo del quarterback Deshaun Watson, il 6 luglio 2022 Mayfield fu ceduto ai Carolina Panthers in cambio di una scelta condizionale al quinto giro del Draft 2024. In seguito, dopo le brevi esperienze con Panthers e Rams, Mayfield avrebbe trovato il successo con i Buccaneers, mentre Watson, a cui fu concesso un contratto faraonico e per cui Cleveland cedette diverse scelte del primo giro, faticò con i Browns.
Mayfield debuttò con la nuova maglia proprio contro i Browns passando 235 yard, un touchdown e un intercetto, oltre a un touchdown su corsa, nella sconfitta per 26-24. Cattive prestazioni e un infortunio gli fece saltare i turni dal sesto all'ottavo e quando tornò disponibile si trovò sopravanzato come titolare da P.J. Walker. Tuttavia, quando quest'ultimo faticò nel primo tempo della gara della settimana 9 contro i Cincinnati Bengals, Mayfield lo rilevò a risultato compromesso disputando, fino a quel momento, la sua miglior prova come Panther, in cui guidò la squadra a segnare tre touchdown consecutivi, senza perdere palloni. I Bengals vinsero per 42-21. Nella settimana 11 tornò titolare nella sconfitta contro i Ravens in cui subì due intercetti, così nel turno successivo fu Sam Darnold ad essere nominato partente. Il 4 dicembre Mayfield fu svincolato.

### Los Angeles Rams
Il 6 dicembre 2022 Mayfield firmò con i Los Angeles Rams. Meno di 48 ore dopo subentrò nella gara contro i Las Vegas Raiders guidando il drive della vittoria da 98 yard iniziato con un minuto e 45 secondi al termine senza time out e concluso con il passaggio da touchdown da 23 yard per Van Jefferson. Fu il più lungo drive della carriera terminato con un touchdown e per questa prestazione fu premiato come giocatore offensivo della NFC della settimana.

### Tampa Bay Buccaneers

#### Stagione 2023
Il 15 marzo 2023 Mayfield firmó con i Tampa Bay Buccaneers un contratto di un anno del valore di 8,5 milioni di dollari. Competé con Kyle Trask per il ruolo di quarterback titolare e il 22 agosto 2023 fu annunciato come partente per l'inizio della stagione regolare. Nella prima partita con la nuova maglia guidò gli sfavoriti Bucs alla vittoria sui Minnesota Vikings completando 21 passaggi su 34 per 173 yard e 2 touchdown. La settimana successiva passò 317 yard, un touchdown e non subì alcun sack nella vittoria sui Bears. L'ultimo quarterback a guidare Tampa Bay a vincere le prime due partite senza subire alcun intercetto era stato Shaun King nel 2000. Dopo una sconfitta con gli Eagles, Mayfield riportò i Bucs alla vittoria con 246 yard passate e 3 touchdown nel 26-9 sui Saints, che non subivano più di 20 punti da 21 gare consecutive.
Seguirono quattro sconfitte consecutive prima di tornare alla vittoria nella settimana 10 contro i Tennessee Titans in cui Mayfield, malgrado un gioco sulle corse del tutto inefficace, passò 268 yard, 2 touchdown e un intercetto nel 20-6 finale. Nella settimana 14 contro i Falcons, i Buccaneers erano in svantaggio per 25-22 a tre minuti dal termine, quando il quarterback guidò un drive da 75 yard che si concluse con il passaggio da touchdown della vittoria per Cade Otton a 31 secondi dallo scadere. Nel turno successivo Mayfield disputò la miglior gara stagionale passando 381 yard e 4 touchdown, consentendo ai Bucs di espugnare il campo di Green Bay e venendo premiato come giocatore offensivo della NFC della settimana e come quarterback della settimana. Fu il primo giocatore avversario della storia a fare registrare un passer rating perfetto di 158,3 al Lambeau Field e il secondo di sempre dopo Aaron Rodgers nel 2019. Nel turno successivo passò 283 yard e due touchdown per Mike Evans nella vittoria sui Jaguars.
Dopo una sconfitta con i Saints, nell'ultimo turno i Buccaneers batterono faticosamente i Panthers, la squadra con il peggior record della NFL, aggiudicandosi il titolo della NFC South division, in una gara in cui Mayfeld fu condizionato da un infortunio alla costole subito la settimana precedente. La sua stagione regolare si chiuse al nono posto nella NFL con 4.044 yard passate e al settimo con 28 passaggi da touchdown, venendo convocato per il suo primo Pro Bowl al posto di Dak Prescott che scelse di non parteciparvi.
Dopo la miglior stagione regolare fino a quel momento in carriera, Mayfield portó i Buccaneers alla vittoria nel primo turno di playoff contro i favoriti Eagles, diventando il primo giocatore della storia della franchigia a passare più di 300 yard e tre touchdown in una gara di post-season. La squadra fu eliminata la settimana successiva dai Detroit Lions.

#### Stagione 2024
Il 10 marzo 2024 Mayfield firmò con i Buccaneers un rinnovo contrattuale triennale del valore di 100 milioni di dollari. Nella gara del primo turno, la vittoria 37-20 contro i Washington Commanders, ebbe una prestazione di rilievo, con 24 passaggi completati su 30 tentati, per 289 yard, quattro touchdown, nessun intercetto e un passer rating di 146,4 venendo premiato per la terza volta in carriera come quarterback della settimana. La settimana successiva vendicò la sconfitta con i Lions nei playoff dell'anno precedente segnando su corsa il touchdown decisivo della vittoria per 20-16. Dopo un'inattesa sconfitta con i Broncos, i Buccaneers tornarono alla vittoria nel quarto turno contro gli Eagles in cui Mayfield passò 347 yard, 2 touchdown e ne segnò uno su corsa.
Nel sesto turno, Mayfield passò 325 yard, 4 touchdown e 3 intercetti (anche se solo uno attribuibile a sue colpe) nella vittoria sui Saints per 51-27. Seguirono quattro sconfitte consecutive, prima battere agevolmente i Giants, con Mayfield che beneficiò dal rientro dall'infortunio di Mike Evans, terminando con 294 yard passate e un touchdown su corsa (dopo cui imitò l'esultanza l quarterback avversario Tommy DeVito) nel 30-7 finale. Nel quindicesimo turno fu premiato come giocatore offensivo della NFC della settimana per la sua prestazione nella vittoria per 40-17 sui Chargers in cui passó 288 yard e 4 touchdown con un passer rating di 135,4. Dopo un'inattesa sconfitta con Dallas, Mayfield si rifece giocando una delle migliori gare in carriera contro i Panthers, in cui passò 359 yard e 5 touchdown nella vittoria per 48-14, venendo premiato come giocatore offensivo della NFC della settimana. I Buccaneers chiusero la stagione regolare con una vittoria contro i Saints che diede loro il quarto titolo di division consecutivo, mentre Mayfield divenne il terzo giocatore della storia della NFL con oltre 4.500 yard passate, una percentuale di completamento oltre il 70% e almeno 40 passaggi da touchdown. Chiuse al terzo posto della lega in yard passate (4.500), al secondo in passaggi da touchdown (41) e al quarto in passer rating (106,8), venendo convocato per il suo secondo Pro Bowl al posto di Jayden Daniels che scelse di non parteciparvi. Giunse inoltre 11º nel premio di MVP della NFL.

## Palmarès
- Convocazioni al Pro Bowl: 2

2023, 2024
- MVP del Pro Bowl: 1

2023
- Giocatore offensivo della AFC della settimana: 2

16ª del 2018, 7ª del 2020
- Giocatore offensivo della NFC della settimana: 4

14ª del 2022, 15ª del 2023, 15ª e 17ª del 2024
- Quarterback della settimana: 3

13ª del 2020, 15ª del 2023, 1ª del 2024
- Rookie offensivo del mese: 1

novembre 2018
- Rookie della settimana: 7

3ª, 7ª, 9ª, 12ª, 14ª, 16ª e 17ª del 2018
- PFWA All-Rookie Team - 2018

## Statistiche

### Stagione regolare
| 2018   | CLE         | 14 | 13 | 310   | 486   | 63,8 | 3.725  | 7,7 | 27  | 14 | 93,7 | 39  | 131 | 3,4  | 0 | 25  | 173   | 7  | 3  |
| 2019   | CLE         | 16 | 16 | 317   | 534   | 59,4 | 3.827  | 7,2 | 22  | 21 | 78,8 | 28  | 141 | 5,0  | 3 | 40  | 285   | 6  | 2  |
| 2020   | CLE         | 16 | 16 | 305   | 486   | 62,8 | 3.563  | 7,3 | 26  | 8  | 95,9 | 54  | 165 | 3,1  | 1 | 26  | 162   | 8  | 4  |
| 2021   | CLE         | 14 | 14 | 253   | 418   | 60,5 | 3.010  | 7,2 | 17  | 13 | 83,1 | 37  | 134 | 3,6  | 1 | 43  | 269   | 6  | 3  |
| 2022   | CAR         | 7  | 6  | 119   | 206   | 57,8 | 1.313  | 6,4 | 6   | 6  | 74,4 | 16  | 52  | 3,25 | 1 | 19  | 126   | 6  | 1  |
| 2022   | LAR         | 5  | 4  | 82    | 129   | 63,6 | 850    | 6,6 | 4   | 2  | 86,4 | 15  | 37  | 2,47 | 0 | 17  | 91    | 3  | 1  |
| 2022   | Totale 2022 | 12 | 10 | 201   | 335   | 60,0 | 2.163  | 6,5 | 10  | 8  | 79,0 | 31  | 89  | 2,87 | 1 | 36  | 217   | 9  | 2  |
| 2023   | TB          | 17 | 17 | 364   | 566   | 64,3 | 4.044  | 7,1 | 28  | 10 | 94,6 | 62  | 163 | 2,63 | 1 | 40  | 232   | 8  | 3  |
| Totale | Totale      | 89 | 86 | 1.750 | 2.825 | 61,9 | 20.332 | 7,2 | 130 | 74 | 88,1 | 251 | 823 | 3,27 | 7 | 210 | 1.338 | 44 | 17 |

### Playoff
| 2020   | CLE    | 2 | 2 | 44 | 71  | 62,0 | 467   | 6,6 | 4  | 1 | 94,0  | 8  | 14 | 1,8  | 0 | 1 | 8  | 0 | 0 |
| 2023   | TB     | 2 | 2 | 48 | 77  | 62,3 | 686   | 8,9 | 6  | 2 | 106,3 | 4  | 31 | 7,75 | 0 | 8 | 60 | 0 | 0 |
| Totale | Totale | 4 | 4 | 92 | 148 | 62,2 | 1.153 | 7,8 | 10 | 3 | 100,4 | 12 | 45 | 3,75 | 0 | 9 | 68 | 0 | 0 |

Fonte : Football Database - In grassetto i record personali in carriera